# Vallecas
Vallecas est une ancienne municipalité espagnole annexée en 1950 à Madrid, dont elle constitue aujourd'hui deux arrondissements : Puente de Vallecas et Villa de Vallecas. Située au sud-est de Madrid, Vallecas compte 328 000 habitants.

## Sport
Le stade de Vallecas, situé à Vallecas, accueille les matchs du Rayo Vallecano de Madrid.

## Personnages liés à Vallecas
- Alberto García (né en 1970), athlète espagnol ;
- Antoine Perrenot de Granvelle (Besançon, 1517-Vallecas, 21 septembre 1586), prélat, homme d'Etat et mécène français ;
- Pablo Iglesias Turrión (né en 1978), homme politique espagnol ;
- Álvaro Negredo (né en 1985), footballeur espagnol.
- Lucía Lapiedra (née en 1981), actrice pornographique espagnole ;
- Roberto Gañan Ojea (né en 1971 à Madrid), chanteur et guitariste du groupe de ska : Ska-P au sein duquel il se fait appeler Pulpul;
- Rosario Sánchez Mora (1919-2008), ancienne militaire républicaine, héroïne de la Guerre d'Espagne sous le surnom de Rosario la Dynamiteuse, tient un célèbre bureau de tabac, dans le quartier de Vallecas jusqu'à son décès[1].

## Culture
Vallecas est un quartier de tradition ouvrière, de mouvements progressistes et de contre-culture. Son nom est parfois orthographié Vallekas par les militants de ces mouvements.